# Antonio Cromartie
Pour les articles homonymes, voir Cromartie.
(en) Statistiques sur pro-football-reference
Antonio Cromartie, né le 15 avril 1984 à Tallahassee (Floride), est un joueur américain de football américain qui évolue au poste de cornerback.

## Biographie
Il a effectué sa carrière universitaire dans les Florida State Seminoles de l'Université d'État de Floride en tant que nickelback et wide receiver les deux premières années. Il se spécialisa plus tard sur le kick return et le poste de cornerback. Il manqua une saison complète à cause d'une blessure musculaire.
Il fut drafté en 2006 à la 19e place (premier tour) par les Chargers de San Diego. 
Son contrat, signé le 25 juillet 2006, était de 12,75 millions de dollars US sur cinq années.
Cromartie portait le maillot numéro 25 durant sa première saison professionnelle, mais a depuis changé en 31, soit l'inverse du 13 qu'il portait à l'université.
Le 4 novembre 2007, il réussit un kick return de 109 yards, soit le plus long de l'histoire de la National Football League. Ce record ne pourra être qu'égalé, et non battu, puisqu'il s'agit de la distance maximale possible. Une semaine plus tard, il réussit une interception spectaculaire à une main contre les Colts d'Indianapolis. Sur la saison NFL 2007, il finit premier en nombre d'interceptions sur la saison régulière avec 10. Il prend au cours de cette saison une place de cornerback titulaire au côté de Quentin Jammer en remplacement de Drayton Florence qui devient agent libre en fin de saison.
Il est sélectionné en 2007 au Pro Bowl.
En 2010, il signe aux Jets de New York puis aux Cardinals de l'Arizona en 2014.
Son cousin, Dominique Rodgers-Cromartie a été drafté au premier tour en 2007.